# Shōei Mishina
Shōei Mishina (jap. 三品彰英, Mishina Shōei; * 5. Juli 1902; † 19. Dezember 1971) war ein japanischer Historiker und Mythologe, der sich auf die Geschichte Koreas und Japans spezialisierte.
1928 schloss Mishina sein Studium an der Fakultät für Literaturgeschichte der Universität Kyōto ab. Vor dem Zweiten Weltkrieg war er Professor an der Universität von Kyoto und der Kaiserlich Japanischen Marine. 1945 schied er als Professor bei der Kaiserlichen Marine aus und nahm eine Lehrtätigkeit an der Ōtani-Universität auf, wo er 1946 zum Professor ernannt wurde. Später war er zwischen 1955 und 1960 Professor an der Dōshisha-Universität, später Direktor des Stadtmuseums von Osaka und Professor an der Bukkyo-Universität.
Mishina war Lehrer des Historikers Hideo Inoue und leitete von 1960 bis zu seinem Tod eine Studiengruppe zur alten japanischen Geschichte in Kansai.
| Personendaten    | Personendaten                        |
| ---------------- | ------------------------------------ |
| NAME             | Mishina, Shōei                       |
| KURZBESCHREIBUNG | japanischer Historiker und Mythologe |
| GEBURTSDATUM     | 5. Juli 1902                         |
| STERBEDATUM      | 19. Dezember 1971                    |